# Batalion Saperów (Królestwo Kongresowe)
Batalion Saperów – jednostka inżynieryjno-saperska Wojska Polskiego Królestwa Kongresowego.

## Formowanie i zmiany organizacyjne
Powstał w 1819 na bazie Półbatalionu Inżynierów powstałego w 1815. Kwaterował w Warszawie w koszarach Ordynackich. W 1830 wybudowano dla niego specjalne koszary (Mikołajewskie).
W szkoleniu batalionu główny wysiłek skupiony był na służbie garnizonowej (parady, musztry itp). Było to typowe dla oddziałów garnizonu warszawskiego. Negatywnie odbijało się to na specjalistycznym wyszkoleniu saperów i pontonierów.
1 września 1830 batalion liczył 1047 żołnierzy, z tego do służby zdolnych było 1002. Po wybuchu powstania listopadowego rozwinięty w pułk i rozesłany po dywizjach.

## Dowódcy
- kpt I kl. Józef Buławiecki
- ppłk Edward Maykowski (1820)
- mjr Andrzej Gawroński (20 czerwca 1831; płk 24 września)
- ppłk Szymon Sołkiewicz (19 sierpnia)

Batalion stoczył bitwy i potyczki pod Warszawa (29 listopada 1830), Zegrzem (19 lutego 1831), Pragą (2 marca 1831), Długosiodłem (16 maja 1831), Ostrołęka (26 maja 1831), Rajgrodem (29 maja 1831), Nasielskiem (26 czerwca 1831), Warszawa (24 sierpnia, 6 i 7 września 1831).
Za udział w walkach otrzymał 11 krzyży złotych i 12 srebrnych.

## Umundurowanie
Mundur jak w artylerii pieszej - ciemnozielony, kołnierz, wyłogi i łapki czarne, wypustki pąsowe. Naramienniki czarne, a guziki żółte z armaturą. Broń i oporządzenie jak w piechocie liniowej. Zamiast pałasza żołnierze nosili nóż faszynowy.
W 1825 roku zmieniono żółte guziki na białe. Patka rękawów wykonana była z czarnego sukna. Od 1819 roku naramienniki pąsowe z literą S wyciętą i podszytą żółtym suknem. Na patrontaszach granat o trzech płomieniach. Każda kompania saperów posiadała do prac czarne żelazne kaski i czarne kirasy dla jednego oficera, jednego podoficera i trzech szeregowców.

## Chorągiew
Na tle granatowego krzyża kawalerskiego w czerwonym polu, w otoku z wieńca laurowego umieszczony był biały orzeł ze szponami dziobem i koroną złoconą.
Pola między ramionami – karmazynowe, a w rogach płata inicjały królewskie z koroną, otoczone wieńcami laurowymi. Chorągiew poświęcono 17 czerwca 1827 roku w obozie powązkowskim